# Burgstall Römerschanze (Aham)
Der Burgstall Römerschanze bezeichnet eine abgegangene mittelalterliche Höhenburg 260 m südöstlich von Haag, einem Gemeindeteil des niederbayerischen Marktes Aham im Landkreis Landshut. Der Burgstall liegt etwa 1200 m südöstlich der Kirche St. Ägidius von Aham bzw. 450 m entfernt von Heiglberg. Die Anlage wird als Bodendenkmal unter der Aktennummer D-2-7440-0070 mit der Beschreibung „mittelalterlicher Burgstall ‚Römerschanze‘“ geführt.

## Beschreibung
Der Burgstall Römerschanze liegt 45 m oberhalb des wasserführenden Haagenauer Grabens, eines rechten Zuflusses zur Vils. Die Anlage ist annähernd quadratisch, mit einer Seitenlänge von ca. 100 m. Sie steigt von Nordwest nach Südost um etwa 8 m an. An der Nordwest-Ecke ist noch ein Burghügel mit einem Durchmesser von 50 m erhalten. Nach dem Urkataster von Bayern ist die Anlage allseitig durch zwei Wälle gesichert.